# Club Hoquei Lloret
Maillots
Dernière mise à jour : 1er février 2019.
Le Club Hoquei Lloret est un club de rink hockey fondé en 1969 et situé à Lloret de Mar dans la Selva en Catalogne. Il évolue actuellement dans le championnat d'Espagne de rink hockey.